# Pont de Kärkinen
Le pont de Kärkinen (finnois : Kärkisten silta) est un pont à Jyväskylä en Finlande.

## Présentation
Le pont de Kärkinen est un pont à haubans situé dans le quartier Korpilahti de Jyväskylä.
La route régionale 610, empruntant le pont qui enjambe le détroit Kärkistensalmi du lac Päijänne relie la route nationale 4 et la route nationale 9.
La route lacustre entre Lahti et Jyväskylä passe sous le pont.
L'ouverture du pont de Kärkinen a eu lieu le 29 août 1997.

## Contexte du projet
Le détroit de Kärkinen était autrefois assure par un traversier dont les capacités étaient insuffisantes surtout les fin de semaines d'été.
De plys, le flotage  du bois provoquait des interruptions de service. Une étude réalisée à la fin des années 1980 a conclu que la construction d'un pont serait rentable car les coûts d'entretien seraient économisés et le niveau de service du transport serait amélioré,.
Un concours de conception ouvert a été organisé en 1990 pour la construction d'un pont situé dans un lieu exigeant en termes de paysage et de transport sur l'eau.
Le concours a été remporté par Sormunen & Uuttu, Raimo Sormunen comme concepteur principal assisté du professeur Michel Virlogeux, du réalisateur Claude Servant et d'Erkki Kairamo.
Le pont a été construit par YIT, et il a coûté un total d'environ 17,6 millions d'euros.

## Données techniques
La travée principale du pont Kärkisten est de 240 mètres, c'est la deuxième plus longue de Finlande après celle du pont de Raippaluoto.
Avec une longueur totale de 787 mètres, le pont est le troisième plus long pont de Finlande après le pont de Raippaluoto et le pont de Tähtiniemi.
La hauteur des pylônes en forme de H au-dessus de la surface de l'eau est de 96 et 69 mètres.
La section transversale des pieds des pylônes en béton est triangulaire.
La hauteur sous le pont est de 18,5 mètres.
La largeur utile du pont est de 12 mètres, dont 9 mètres de chaussée, le reste étant réservé à la circulation douce.
Le pont a un total de 15 supports. À l'exception du soutènement de terre sur la rive est du lac Päijänne, le pont de Kärkinen a été fondé sur le rocher.
Il y a des pieux excavés sous les pylônes, et les quatre supports sont empilés avec des pieux en acier,.
Les poutres principales du pont, deux poutres en I de 1,6 m de haut, sont en acier.
Le pont Kärkinen donne une impression générale de rationalité et de légèreté.

## Préparation politique
Mauri Pekkarinen, le ministre de l'Intérieur du gouvernement Aho, dont la circonscription électorale comprend Korpilahti, a joué un rôle actif dans le contexte du projet de pont de Kärkinen.